# Лазиська (Кольський повіт)
Лазиська (пол. Łaziska) — село в Польщі, у гміні Баб'як Кольського повіту Великопольського воєводства.
Населення — 46 осіб (2011).
У 1975-1998 роках село належало до Конінського воєводства.

## Демографія
Демографічна структура станом на 31 березня 2011 року:
|          | Загалом | Допрацездатний вік | Працездатний вік | Постпрацездатний вік |
| -------- | ------- | ------------------ | ---------------- | -------------------- |
| Чоловіки | 24      | 6                  | 16               | 2                    |
| Жінки    | 22      | 4                  | 12               | 6                    |
| Разом    | 46      | 10                 | 28               | 8                    |